# Băng giá (nhiệt độ)
Băng giá hoặc đóng băng xảy ra khi nhiệt độ không khí xuống dưới điểm đóng băng của nước (0 °C, 32 °F, 273,15 K). Điều này thường được đo ở độ cao 1,2 m trên mặt đất.
Có một thang đo khá chủ quan để thể hiện các mức độ hình thái của băng giá:
- Băng giá nhẹ: 0 đến −3.5 °C (32 đến 25,7 °F)
- Băng giá vừa phải: −3,6 đến −6,5 °C (25,6 đến 20,3 °F)
- Băng giá nghiêm trọng: −6,6 đến −11,5 °C (20,2 đến 11,3 °F)
- Băng giá rất nghiêm trọng: dưới −11,5 °C (11,3 °F)

Băng giá không cần thiết để tạo ra băng giá hoặc sương mù trên mặt đất; chúng có thể hình thành ngay cả khi nhiệt độ không khí cao hơn điểm đóng băng nếu các bề mặt bị làm lạnh do phát xạ nhiệt trong một đêm lạnh.

## Băng giá và sương mù

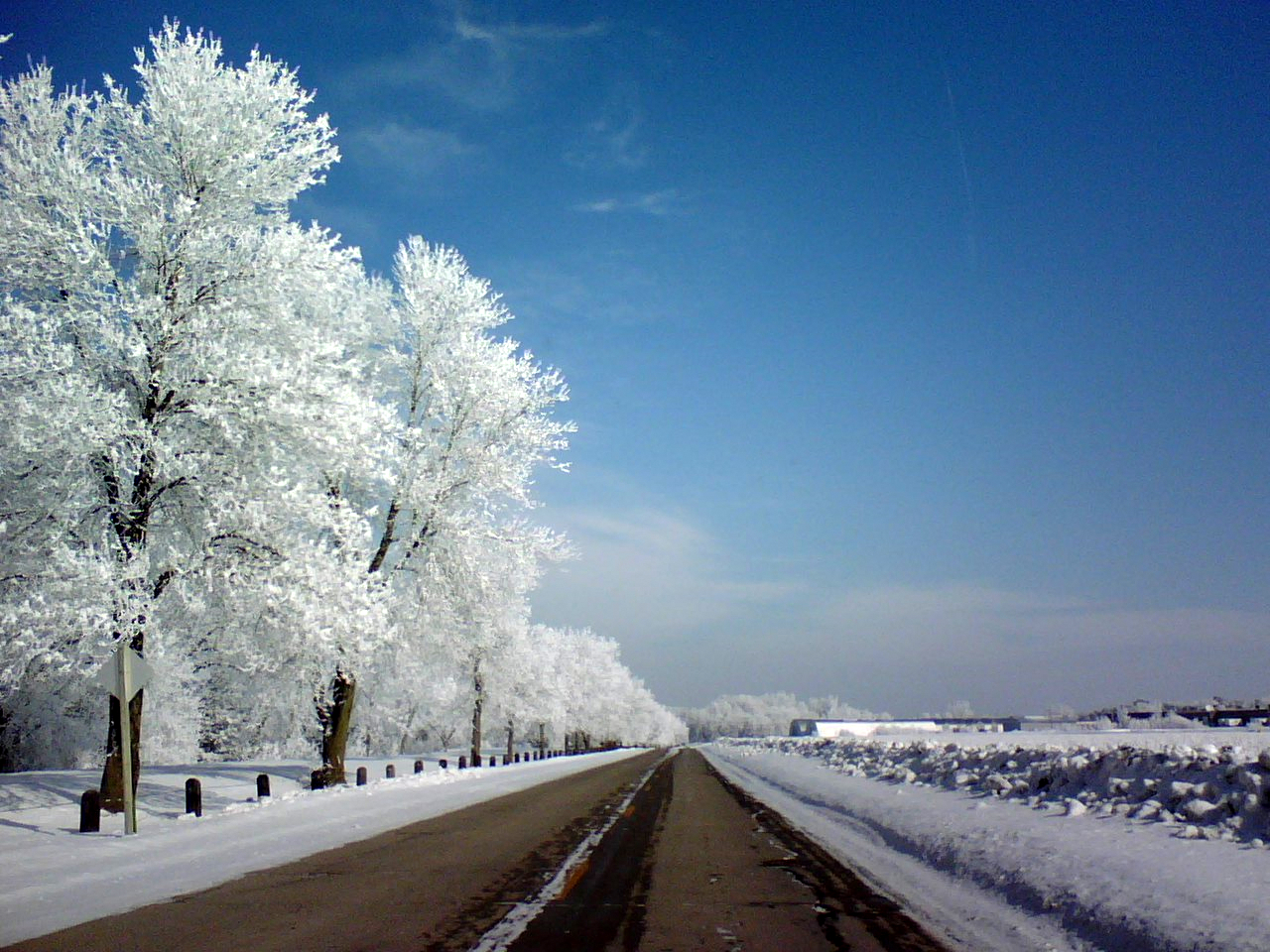
Sương giá

Trong ngôn ngữ tiếng Anh, các thuật ngữ này đôi khi được sử dụng một cách khó hiểu. Ví dụ, frost đôi khi được sử dụng để biểu thị băng hình thành trên mặt đất trong đêm lạnh, nhưng những lần khác để biểu thị nhiệt độ không khí dưới điểm đóng băng. Hoar frost nên được sử dụng cho bất kỳ bề mặt mờ nhưng đôi khi nó được dành riêng để chỉ ra các tinh thể băng lớn hình thành trên các bề mặt rất lạnh. WMO sử dụng hoar frost trong mọi trường hợp.